# Христо Изворски
Христо Михайлов Траянов, известен като Изворски, е български революционер, деец на Вътрешната македонска революционна организация.

## Биография
Христо Изворски е роден през 1900 година във велешкото село Извор, тогава в Османската империя, днес в Северна Македония. Присъединява се към ВМРО и след убийството на Александър Протогеров през 1928 година застава на страната на протогеровистите. Заедно с Иван Петров Василев на 28 декември 1932 година в София раняват смъртоносно Симеон Евтимов, приближен на Иван Михайлов. Христо Изворски е тежко ранен в последвалата престрелка и е изпратен на лечение в Александровска болница. Там е разстрелян от медицинската сестра Екатерина Константинова няколко дни по-късно.